# Junzi

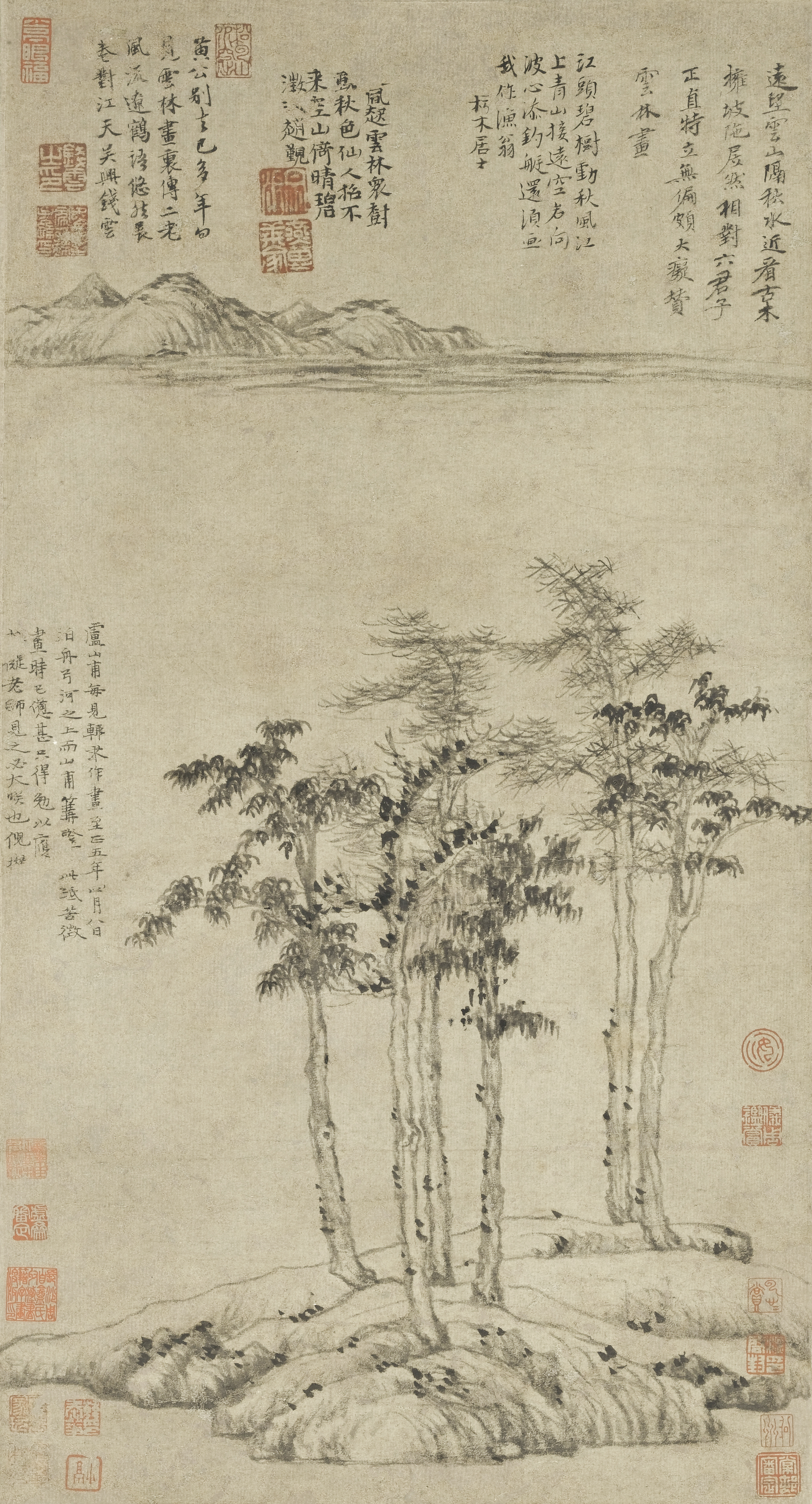
Zes edellieden (1345) door Ni Zan; een symbolische voorstelling van junzi die isolement verkozen boven het juk van de Mongoolse Yuan-dynastie.

Een junzi (君子; pinyin: jūnzǐ) is in de ethiek van het confucianisme een persoon die in moreel en sociaal opzicht superieur is aan het gewone volk. Letterlijk betekent het 'zoon van een prins', maar het wordt meestal vertaald als "edelman" of "superieur persoon".

## Geschiedenis
De term 'junzi' werd reeds in de 11e eeuw v.Chr. door koning Zhou Wenwang gebruikt in het Boek der Veranderingen. De term werd toegepast op de hoge klasse van edellieden en — vanaf de Han-dynastie (206 v.Chr.–220 n.Chr.) — de literati. De lage klasse was die van de xiaoren (小人): de 'kleine mensen' die niet tot de elite behoorden.
In de late Zhou-dynastie gaf Confucius de term een morele betekenis. Een junzi had het morele gezag om een leider te zijn. In de Gesprekken van Confucius worden ren (仁; 'menselijkheid') en yi (義; 'juist gedrag') genoemd als eigenschappen die moeten worden aangekweekt om een junzi te worden. Volgens Confucius was dit voor elk persoon mogelijk, ongeacht zijn maatschappelijke status.

## Inhoud
Bij het begrip Junzi wordt groot belang toegekend aan de "vijf deugden", namelijk "welwillendheid, juistheid, fatsoen, wijsheid en betrouwbaarheid", kernwaarden van het confucianisme.